# 元正植
元正植（韓語：원정식，1990年12月9日—），韩国举重运动员，身高1.63米。2010年参加广州亚运会，以310千克的成绩获69公斤级比赛第六名。2017年，他获得世界举重锦标赛男子69公斤级冠军。